# 2000 YV1
2000 YV1, também escrito como 2000 YV1, é um objeto transnetuniano (TNO) que está localizado no cinturão de Kuiper, uma região do Sistema Solar. Ele é classificado como um cubewano. O mesmo possui uma magnitude absoluta de 7,2 e tem um diâmetro com cerca de 160 km.

## Descoberta
2000 YV1 foi descoberto no dia 16 de dezembro de 2000 pelos astrônomos M. J. Holman e B. Gladman, T. Grav.

## Órbita
A órbita de 2000 YV1 tem uma excentricidade de 0,034 e possui um semieixo maior de 43,991 UA. O seu periélio leva o mesmo a uma distância de 42,515 UA em relação ao Sol e seu afélio a 45,468 UA.